# Khadr El-Touni

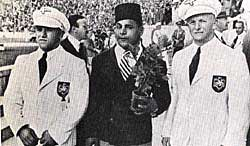
Khadr El-Touni, 1936

Khadr Sayed El-Touni (arabisch خضر التوني, DMG Ḫaḍr at-Tūnī; * 15. März 1915 in Kairo; † 25. September 1956 in Helwan, al-Qahira) war ein ägyptischer Gewichtheber.

## Werdegang
Er begann als junger Mann an der Shobra-Schule in Kairo mit dem Gewichtheben. 1934 wurde er erstmals ägyptischer Meister im Mittelgewicht mit einer Leistung von 330 kg. Sein Auftritt und seine Leistungen bei den Olympischen Spielen in Berlin 1936 mit dem neuen Weltrekord im Mittelgewicht von 387,5 kg, mit der er 35 kg vor dem Zweitplatzierten lag, waren die Sensation der Spiele. Angeblich soll Adolf Hitler zu ihm bei der Siegerehrung gesagt haben: „Ägypten kann stolz auf Sie sein – Ich hoffe, Sie wählen Deutschland als ihre zweite Heimat.“ El-Touni blieb in Ägypten. Einen schwarzen Tag erwischte El-Touni bei den Weltmeisterschaften 1938 in Wien. Leicht verletzt fabrizierte er im beidarmigen Stoßen drei Fehlversuche und blieb unplatziert. Vermutlich seine besten Jahre als Sportler, die von 1940 bis 1945, konnte El-Touni, wie so viele Sportler auch, nicht nutzen. Erst 1948 konnte er wieder an Olympischen Spielen teilnehmen. Am Abend vor der Entscheidung im Mittelgewicht verletzte er sich und erhielt Startverbot vom Mannschaftsarzt. El-Touni trat trotzdem an, kam aber, gehandikapt durch die Verletzung, nur auf den vierten Platz. Bei den Weltmeisterschaften 1949, 1950 und 1951 zeigte er noch einmal fabelhafte Leistungen. Bei den Olympischen Spielen 1952 war er überraschenderweise nicht mehr dabei.
Er beendete seine Laufbahn und kam 1956 bei einem Elektrounfall in seinem Haus in Helwan, erst 41 Jahre alt, ums Leben. Er hinterließ eine Frau und acht Kinder.
1971 wurde im Münchner Olympiapark der El-Thouni-Weg nach ihm benannt.

## Internationale Erfolge
(OS = Olympische Spiele, WM = Weltmeisterschaft, Mi = Mittelgewicht)
- 1936, Goldmedaille, OS in Berlin, Mi, mit 387,5 kg, vor Rudolf Ismayr, Deutschland, 352,5 kg und Adolf Wagner (Gewichtheber), Deutschland, 350 kg;
- 1938, unplatziert, WM in Wien, Mi, 3 Fehlversuche im Stoßen, Sieger Wagner mit 367,5 kg vor Ismayr, 360 kg;
- 1946, 1. Platz, WM in Paris, Mi, mit 377,5 kg, vor John Terpak, USA, 375 kg und Frank Spellman, USA, 372,5 kg, und Nikolai Schatow, UdSSR, 367,5 kg:
- 1948, 4. Platz, OS in London, Mi, mit 380 kg, hinter Spellman, 390 kg, Peter George, USA, 385 kg und Kim Jung Sup, Südkorea, 380 kg;
- 1949, 1. Platz, WM in Scheveningen, Mi, mit 397,5 kg, vor George, 385 kg und Mohamed Rhanavardi, Iran, 340 kg;
- 1950, 1. Platz, WM in Paris, Mi, mit 400 kg, vor George, 390 kg und Puschkarew, UdSSR, 385 kg;
- 1951, 3. Platz, WM in Mailand, Mi, mit 387,5 kg, hinter George, 395 kg und Dave Sheppard, USA, 395 kg.

## Weltrekorde
im beidarmigen Drücken:
- 1934 in Kairo, 109,5 kg,
- 1936 in Berlin, 117,5 kg,
- 1938 in Alexandria, 120 kg.

im beidarmigen Reißen:
- 1935 in Kairo 114,5 kg,
- 1935 in Kairo, 115,5 kg,
- 1936 in Berlin 120 kg,
- 1936 in Alexandria 122 kg.

im beidarmigen Stoßen:
- 1936 in Kairo 149,5 kg,
- 1936 in Kairo 152,5 kg.

im olympischen Dreikampf:
- 1935 in Kairo 370 kg,
- 1936 in Kairo 372,5 kg,
- 1936 in Kairo 385 kg,
- 1936 in Berlin 387,5 kg.